# دائرة سيدي بلعباس
دائرة سيدي بلعباس هي إحدى دوائر ولاية سيدي بلعباس الجزائرية.